# Termos
Termos (takođe poznat kao vakuumski flask, Djuarov flask ili Djuarova boca) je izolovana posuda za skladištenje koja znatno produžava vreme tokom koga njen sadržaj ostaje topliji ili hladniji od okruženja. Ovu posudu je izumeo Ser Džejms Djuar 1892. godine. Vakuumski flask se sastoji od dve posude, postavljene jedna u drugu i spojene na vratu. Iz razmaka između dve posude je delimično ispražnjen vazduh, čime se stvara sredina bliska vakuumu koja značajno smanjuje prenos toplote kondukcijom ili konvekcijom.
Vakuumski flaskovi se koriste u domaćinstvu, kako bi pića održala vruća ili hladna tokom dužeg vremenskog razdoblja, i za mnoge svrhe u industriji.

## Istorija
Vakuumski flask je dizajnirao i izumeo škotski naučnik Ser Džejms Djuar 1892. godine. To je bio ishod njegovih istraživanja u polju kriogenike i stoga se ova posuda ponekad naziva Djuarov flask u njegovu čast. Dok je izvodio eksperimente određivanja specifične toplote elementa paladijuma, Djuar je napravio mesinganu komoru koju je zatvorio u drugu komoru da zadrži paladijum na željenoj temperaturi. On je evakuisao vazduh između dve komore, stvarajući delimični vakuum da bi održao temperaturu sadržaja stabilnom. Kroz potrebu za ovim izolovanim kontejnerom Džejms Djuar je stvorio vakuumski flask, koji je postao značajan alat za hemijske eksperimente, a takođe je postao uobičajeni predmet u domaćinstvu. Boca je kasnije razvijena koristeći nove materijale kao što su staklo i aluminijum; međutim, Djuar je odbio da patentira svoj izum.
Djuarov dizajn je brzo transformisan u komercijalni predmet 1904. godine, kada su dva nemačka duvača stakla, Rajnhold Burger i Albert Ašenbrener, otkrili da se može koristiti za održavanje temperature hladnih i toplih napitaka. Dizajn Djuarovog flaska nije bio patentiran, ali ga je Nemac koji je otkrio komercijalnu primenu preimenovao u „termos”, i naknadno potraživao prava na komercijalni proizvod i zaštitni znak za ime. U svom kasnijem pokušaju da uspostavi prava na izum, Djuar je izgubio sudski spor protiv kompanije. Proizvodnju i performanse termos boce značajno je poboljšao i usavršio bečki izumitelj i trgovac Gustav Robert Palen, koji je dizajnirao različite tipove termosa za domaćinstvo, koje je takođe patentirao i široko distribuirao, putem svojih kompanija termos boca u SAD i Kanadi. Ime je kasnije postalo generički brend nakon što je termin „termos” postao ustaljeni naziv za takav kontejner za tečnost. Vakuumski flask je našao primenu u mnoštvu različitih tipova naučnih eksperimenata, i komercijalni „termos” je pretvoren u zajedničku stavku. „Termos” ostaje registrovana robna marka u nekim zemljama, ali je proglašen generičnom robnom markom sudskim postupkom u Sjedinjenim Američkim Državama 1963. godine, budući da je postao kolokvijalni sinonim za vakuumske boce u opšte smislu.

## Dizajn
Vakuumski flask se sastoji od dve posude, jedna postavljena u drugu i spojene na vratu. U prostoru između dva suda je delimično evakuisan vazduh, čime se stvara parcijalni vakuum koji smanjuje provođenje toplote ili konvekciju. Prenos toplote toplotnim zračenjem može se minimizovati posrebrenjem površine boce koja je okrenuta prema praznini, ali to može postati problematično ako je sadržaj boce ili okruženje veoma vruće; zbog toga vakuumske boce obično drže sadržaj ispod tačke ključanja vode. Najveći deo prenosa toplote se odvija kroz vrat i otvor flaska, gde nema vakuuma. Vakuumske boce obično su izrađene od metala, borosilikatnog stakla, pene ili plastike, a njihovi otvori se zatvaraju plutom ili polietilenskom plastikom. Vakuumske boce se često koriste kao izolovani transportni kontejneri.
Nekoliko tehnoloških aplikacija, kao što su NMR i MRI mašine, oslanja se na upotrebu dvostrukih vakuumskih boca. Ovi flaskovi imaju dve vakuumske sekcije. Unutrašnja posuda sadrži tečni helijum, a spoljašnja boca sadrži tečni azot, sa vakuumskom sekcijom između njih. Gubitak dragocenog helijuma je ograničen na ovaj način.
Druga poboljšanja vakuumske boce uključuju parom hlađeni radijacioni štit i parom hlađeni vrat, oba od kojih pomažu da se smanji isparavanje iz boce.

## Istraživanje i industrija
U laboratorijama i industriji, vakuumski flaskovi se često koriste za držanje utečnjenih gasova (često LN2) za trenutno zamrzavanje, pripremu uzoraka i druge procese u kojima se potrebno održavanje ekstremno niskih temperatura. Veće vakuumske boce čuvaju tečnosti koje postaju gasovite na znatno nižim temperaturama od ambijentske, kao što su kiseonik i azot; u ovom slučaju curenje toplote u ekstremno hladnu unutrašnjost boce dovodi do polaganog isparavanja tečnosti tako da je potreban uski nezaštićeni otvor, ili zatvoreni otvor zaštićen ventilom za ublaženje pritiska, da se spreči rast pritiska i eventualno pucanje boce. Izolacija vakuumske boce dovodi do vrlo sporog vrenja i tako sadržaj ostaje tečan duže vremena bez rashladne opreme.
Vakuumske boce su korišćene za smeštanje standardnih ćelija i Zenerove diode, zajedno sa njihovom štampanom pločama, u preciznim uređajima za regulaciju napona koji se koriste kao električni standardi. Boca je pomogla u kontroli Zenerove temperature tokom dugog vremenskog perioda i korišćena je da se smanje varijacije izlaznog napona Zenerovog standarda usled temperaturnih fluktuacija do nekoliko delova na milion.
Princip vakuumske boce čini ih idealnim za skladištenje određenih vrsta raketnog goriva. NASA ih je intenzivno koristila za pogonske rezervoare Saturnovih lansirnih vozila tokom 1960-ih i 1970-ih.
Dizajn i oblik Djuarove boce korišćen je kao model za optičke eksperimente zasnovane na ideji da je oblik dva odeljka sa prostorom između njih sličan načinu na koji svetlost udara u oko. Vakuumski flask je takođe bio deo eksperimenata u kome je korišten kao kondenzator različitih hemikalija kako bi se održale na konstantnoj temperaturi.
Industrijski Djuarov flask je osnova za uređaj koji se koristi za pasivno izolovanje medicinskih pošiljki. Većina vakcina je osetljiva na toplotu i neophodno je održavanje sistema hladnog lanca da bi se održale stabilnim, blizu temperatura smrzavanja. Uređaj Arktek koristi osam litarskih blokova leda za držanje vakcina ispod 10 °.

## Termodinamika
Brzina gubitka toplote (energije) kroz vakuumski flask može se termodinamički analizirati, počevši od drugog T dS odnosa:
{\displaystyle {\begin{aligned}T\,dS&=dH-V\,dP\\T_{\text{surr}}\,\Delta S&=mc_{\mathrm {p} }\,\delta T-V\,dp\end{aligned}}}
Pretpostavljajući konstantan pritisak tokom procesa,
{\displaystyle T_{\text{surr}}\Delta S=c_{\mathrm {p} }\left(T_{\mathrm {b} '}-T_{\mathrm {c} }\right)}
Preuređivanje jednačine u smislu temperature spoljašnje površine unutrašnjeg zida vakuumske boce,
{\displaystyle T_{\mathrm {b} '}=T_{\mathrm {c} }+{\frac {T_{\text{surr}}\Delta S}{c_{\mathrm {p} }}}}
Gde
- je temperatura okolnog vazduha
- je promena specifične entropije nerđajućeg čelika
- je specifični toplotni kapacitet nerđajućeg čelika
- je temperatura tečnosti sadržane u flasku
- je temperatura spoljašnje površine unutrašnjeg zida vakuumskog flaska

Sada razmotrimo opšti izraz za gubitak toplote usled zračenja:
{\displaystyle Q'_{0}=A\varepsilon \sigma \left(T^{4}-T_{0}^{4}\right)}
U slučaju vakuumskog flaska,
{\displaystyle Q'_{0}=A_{\text{in}}\varepsilon _{\text{ss}}\sigma \left(T_{\mathrm {b} '}^{4}-T_{\text{surr}}^{4}\right)}
Zamenom ranijeg izraza za ,
{\displaystyle Q'_{0}=A_{\text{in}}\varepsilon _{\text{ss}}\sigma \left(\left(T_{c}+{\frac {T_{\text{surr}}\Delta S}{c_{p}}}\right)^{4}-T_{\text{surr}}^{4}\right)}
Gde
- je brzina transfera toplote radijacijom kroz vakuumsku porciju flaska
- je površina spoljne strane unutrašnjeg zida boce
- je emisivnost nerđajućeg čelika
- σ je Stefan–Bolcmanova konstanta

Pod pretpostavkom da su spoljašnja površina unutrašnjeg zida i unutrašnja površina spoljnog zida vakuumske boce obložene poliranim srebrom da bi se smanjili gubici toplote usled zračenja, može se reći da je brzina apsorpcije toplote unutrašnje površine spoljašnjeg zida jednaka apsorpcionoj moći poliranog srebra pomnožena toplotom koju zrači spoljašnja površina unutrašnjeg zida,
{\displaystyle \alpha Q'_{0}=Q'_{\text{in}}}
Da bi se održao energetski bilans, toplota izgubljena kroz spoljnu površinu spoljašnjeg zida mora biti jednaka toploti koju apsorbuje unutrašnja površina spoljašnjeg zida,
{\displaystyle Q'_{\text{in}}=Q'_{\text{out}}}
Pošto je apsorptivnost poliranog srebra ista kao i njegova emisivnost, može se napisati
{\displaystyle Q'_{\text{out}}=\varepsilon _{\text{ss}}Q'_{0}}
Mora se uzeti u obzir i brzinu gubitka toplote kroz poklopac vakuumske boce (pod pretpostavkom da je izrađen od polipropilena, ubične plastike) gde nema vakuuma unutar materijala. U ovoj oblasti, prisutna su tri načina prenošenja toplote: kondukcija, konvekcija i zračenje. Zbog toga je brzina gubitka toplote kroz poklopac,
{\displaystyle {\begin{aligned}Q'_{\text{lid}}&=Q'_{\text{cond}}+Q'_{\text{conv}}+Q'_{\text{rad}}\\&=kA_{\text{lid}}\left({\frac {T_{\mathrm {b} }-T_{\text{surr}}}{\Delta x}}\right)+hA_{\text{lid}}\left(T_{\mathrm {b} }-T_{\text{surr}}\right)+A_{\text{lid}}\varepsilon _{\text{pp}}\sigma \left(\left(T_{\mathrm {c} }+{\frac {T_{\text{surr}}\Delta S_{\text{pp}}}{c_{\mathrm {p} }^{\text{pp}}}}\right)^{4}-T_{\text{surr}}^{4}\right)\end{aligned}}}
Gde
- je termalna konduktivnost vazduha
- je konvektivni koeficijent toplotnog transfera slobodnog vazduha
- je emisivnost polipropilena
- je spoljašnja površina poklopca
- pp
p je specifični toplotni kapacitet polipropilena
- je specifična entropija polipropilena
- je rastojanje na kojem se odvija kondukcija kroz temperaturnog gradijenta

Izraz za ukupnu brzinu gubitka toplote je suma brzine gubitka toplote kroz zidove vakuumske boce i brzine gubitka toplote kroz poklopac,
{\displaystyle Q'_{\text{total}}=Q'_{\text{out}}+Q'_{\text{lid}}}
gde se zamenjuje svaki od izraza za svaku komponentu u jednačini.
Brzina generisanja entropije ovog procesa se takođe može izračunati, počevši od balansa entropije:
{\displaystyle \Delta S_{\text{system}}=S_{\text{in}}-S_{\text{out}}+S_{\text{gen}}}
Napisano u obliku brzine,
{\displaystyle \Delta S'_{\text{system}}=S'_{\text{in}}-S'_{\text{out}}+S'_{\text{gen}}}
Pod pretpostavkom procesa u stabilnom stanju,
{\displaystyle {\begin{aligned}-\int {\frac {1}{T_{\text{surr}}}}\,dQ'+S'_{\text{gen}}&=0\\\Rightarrow S'_{\text{gen}}&={\frac {Q'_{2}-Q'_{1}}{T_{\text{surr}}}}\end{aligned}}}
Pošto se u sistem ne dodaje toplota,
{\displaystyle S'_{\text{gen}}={\frac {Q'_{\text{total}}}{T_{\text{surr}}}}}

## Literatura
- Burger, R., U.S. Patent 872.795, "Double walled vessel with a space for a vacuum between the walls," December 3, 1907.
- Sella, Andrea (avgust 2008). „Dewar's Flask”. Chemistry World: 75. Приступљено 30. 8. 2008.